# NGC 1935
NGC 1935 (còn được gọi là ESO 56-EN110 và IC 2126) là một tinh vân phát xạ, là một phần của tinh vân LMC-N44 lớn hơn trong chòm sao Kiếm Ngư. NGC 1935 cũng nằm trong Đám mây Magellan Lớn. Nó được John Herschel phát hiện vào năm 1834, được thêm vào Danh mục Tinh vân và Cụm sao với tên NGC 1935 và được Williamina Fleming quan sát vào năm 1901 và sau đó được thêm vào Danh mục Index dưới dạng IC 2126.